# Acacidiplosis conica
Acacidiplosis conica är en tvåvingeart som beskrevs av Gagne 1993. Acacidiplosis conica ingår i släktet Acacidiplosis och familjen gallmyggor.
Artens utbredningsområde är Kenya. Inga underarter finns listade i Catalogue of Life.